# 林和一
林 和一（はやし わいち、1839年2月10日（天保9年12月27日） - 没年不明）は日本の弁護士、政治家。衆議院議員（東京府第10区選出、当選1回）。

## 人物
江戸本所御竹蔵生まれ。父の名は和平で、旗下の小吏である。1879年、代言人（現・弁護士）の免許を受く。法律事務に従事する。1882年、東京代言人組合会長に選挙される。1894年、第3回衆議院議員総選挙（東京府第10区）で当選する。立憲改進党に所属する。